# Ephydrella thermarum
Ephydrella thermarum är en tvåvingeart som beskrevs av Lionel Jack Dumbleton 1969. Ephydrella thermarum ingår i släktet Ephydrella och familjen vattenflugor. Inga underarter finns listade i Catalogue of Life.